# Monte Qaqortukuluup

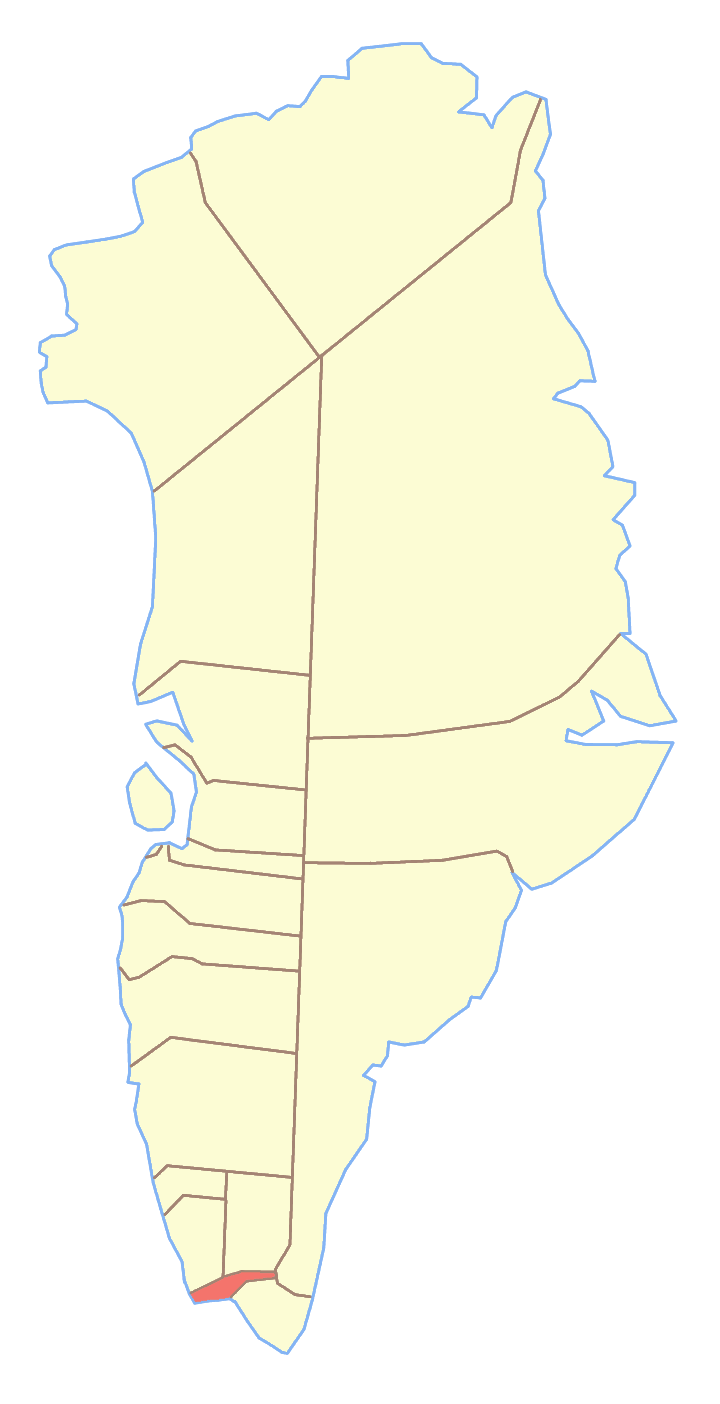
Ex comune di Qaqortoq, dove si trovava il Monte Qaqortukuluup

Il monte Qaqortukuluup (groenlandese: Qaqortukuluup Qaqqaa) è una montagna della Groenlandia di 1059 m. Si trova a 60°51'N 45°47'O; appartiene al comune di Kujalleq.